# Pedra Preta (Rio Grande do Norte)
Pedra Preta is een gemeente in de Braziliaanse deelstaat Rio Grande do Norte. De gemeente telt 2.718 inwoners (schatting 2009).